# Hypereosinophilie-Syndrom
Das Hypereosinophilie-Syndrom (HES) ist eine Sonderform der Hypereosinophilie und bezeichnet eine Gruppe von seltenen Krankheiten (Multisystemerkrankungen), die durch eine ausgeprägte, länger als 6 Monate bestehende Eosinophilie des peripheren Blutes von mehr als 1,5 × 109/L (oder Knochenmarkeosinophilie ohne nachweisbare Ursache) sowie eine signifikante Organdysfunktion bei eosinophilen Gewebeinfiltraten charakterisiert ist.
Synonyme sind: Hypereosinophiles Syndrom; Eosinophiles Leukämoid; Eosinophile Retikulose; englisch Idiopathic hypereosinophilic syndrome

## Verbreitung
Die Häufigkeit wird mit 1 – 9 zu 100.000 angegeben, Männer sind im Verhältnis 9 zu 1 deutlich häufiger betroffen als Frauen, die Erkrankung tritt meist zwischen dem 20. und dem 50. Lebensjahr auf.

## Ursachen
Die Ursachen sind genauso wie die klinischen Manifestationen vielfältig, wie schon in der Bezeichnung ‚Syndrom‘ zum Ausdruck kommt. In einem Teil der Fälle liegen erworbene genetische Störungen zugrunde. Bei den sogenannten sekundären Formen geht man davon aus, dass die Symptome Zytokin-vermittelt sind, z. B. durch vermehrte Produktion des Interleukins IL-5 durch eine klonal expandierte Population von T-Lymphozyten vermutet (CD3-CD4+-Phänotyp).

## Einteilung
Folgende Formen können unterschieden werden:
- Idiopathisches HES
- Myeloproliferatives HES
- Lymphozytisches HES
- Familiäres HES
- HES-Overlap Syndrom (eosinophile Ösophagitis, eosinophile Pneumonie, hypereosinophile Dermatitis).

## Klinische Erscheinungen
Das Ausmaß der Organveränderungen infolge der Eosinophilie kann sehr unterschiedlich sein.
Bei über 50 % liegt eine Beteiligung von Haut, Herz, Lunge und Nervensystem vor.
Hepato- und/oder Splenomegalie, eosinophile Gastroenteritis und Gerinnungsstörungen können vorkommen.
Klinische Kriterien sind:
- Allgemeinsymptome wie Gewichtsverlust, Fieber, Appetitlosigkeit
- verschiedenste Hauterscheinungen
- Herzbeteiligung in 60 %, häufigste Todesursache
- Lungeninfiltrate mit Husten, eosinophile Pleuraergüsse
- neurologische Veränderungen, zerebrale Thromboembolien, periphere Neuropathien
- gastrointestinaler Befall mit Abdominalbeschwerden und Hepatosplenomegalie
- Muskelschwäche

## Diagnose
Das HES ist eine Ausschlussdiagnose. Vorliegen müssen:
- Bluteosinophilie > 1500/μl; über mehr als  6 Monate
- Ausschluss anderer Ursachen einer Eosinophilie
- Nachweis von Beschwerden verursachenden Organbeteiligungen.[2]

## Differentialdiagnose
Differentialdiagnostisch auszuschließen sind andere Gründe für eine Eosinophilie wie Allergien, Parasitismus und Neoplasien, maligne Tumoren oder Leukämien, die eosinophile Granulomatose mit Polyangiitis (früher Churg-Strauss-Syndrom) oder HTLV-Infektion.

## Therapie
Die therapeutische Betreuung richtet sich nach der Schwere und Ursache der Erkrankung. Bei den genetischen, erworbenen Formen können zum Teil sehr wirksame Tyrosinkinaseinhibitoren gegeben werden, bei den anderen zuerst Kortikosteroide oder Hydroxycarbamid, Interferon-alpha.
Neuere Befunde lassen vermuten, dass Mepolizumab, ein Anti-IL-5-Antikörper, für F/P-negative Fälle ein wirksames kortikosteroidsparendes Mittel ist.
Gute Erfolge werden auch unter PUVA-Therapie beschrieben.
Zur Verhütung von Embolien ist eine orale Antikoagulation zu empfehlen.

## Geschichte
Die Erstbeschreibung stammt aus dem Jahre 1919 durch H. Z. Griffin.